# 佐々木朗希
佐々木 朗希（ささき ろうき、2001年11月3日 - ）は、岩手県陸前高田市出身のプロ野球選手（投手）。右投右打。MLBのロサンゼルス・ドジャース所属。
日本プロ野球（NPB）記録かつ世界記録となる13者連続奪三振、プロ野球タイ記録の1試合19奪三振の記録保持者。初の平成かつ21世紀生まれにして、21世紀並びに令和初、および2025年現在の現役プロ野球選手唯一の日本プロ野球公式戦における、日本プロ野球史上最年少の完全試合達成者（佐々木朗希の完全試合）。「令和の怪物」と称されている。

## 経歴

### 中学時代まで
2001年11月3日、陸前高田市高田町で3人兄弟の次男（兄は3歳上、弟は4歳下）として出生する。幼少期はいたずら好きで、外をずっと駆け回る活発な少年だった。
陸前高田市立高田小学校3年生の時、地元の高田野球スポーツ少年団に所属していた兄の影響を受け、同じ少年団で野球を始める。また2010年には、後に入団する千葉ロッテマリーンズが日本一に輝いた際、家族とともに同球団の本拠地である千葉マリンスタジアムを訪れていたという。
野球を始めて以来、兄や父親と一緒に練習に取り組んでいたが、4年生への進級直前となる2011年3月に東日本大震災が発生。その津波で父（当時37歳）と父方の祖父母を亡くし、実家も流されたため、母の親戚がいる大船渡市（猪川町または赤崎町）に転居した。大船渡市立猪川小学校に転校し、地元の軟式少年野球団「猪川野球クラブ」に入部。同クラブは猪川小の校庭を練習場所にしていたが、2016年11月までは仮設住宅が建っており、野球をするための十分なスペースが確保できなかったため、保護者や指導者、支援者の協力を得て、近隣の運動施設への送迎、練習試合への招待などを受けていた。6年生だった2013年12月7日には、マリーンズの本拠地・QVCマリンフィールドで開催された、岩手三陸沿岸の少年野球チームによる大会「リアスリーグ」の決勝戦に出場した。同大会は、震災直後から東北の被災地でボランティアに取り組んでいた「がんばらんばたい（隊）」が企画したもので、同隊の代表を務める山田康生（東京でセールスプロモーション業の会社を経営）が、かつて2005年・2010年に日本一になったマリーンズの優勝イベントに仕事で関わった縁があったことから、マリーンズの親会社であるロッテを始めとした各企業の協賛によって実現したものだった。
大船渡市立第一中学校に進学後、軟式野球部に入部すると、投打で実力を認められ、2年生秋の新人戦からエースナンバーを背負う。しかし、股関節系の怪我などで思うように投げられない時期が断続的に続き、3年生になる直前の2016年初春に腰の疲労骨折が判明する。痛みを訴えた当初、地元の病院では「身体が硬いだけ」と診断されたが、釈然としなかった指導者が花巻東高等学校の佐々木洋監督に相談。大谷翔平が高校時代に通った青森県八戸市の病院を紹介してもらい、そこで疲労骨折と診断され、その後、半年近くをリハビリに充てることになる。3年生時の中総体出場は叶わず、チームは同年夏の同大会地区予選で初戦敗退を喫したが、故障が癒えた秋に参加した「オール気仙」では、「第16回県中学生KWB野球選手権」で同チームにとって9年ぶりの優勝を達成。東北大会でも準優勝し、県選抜にも選出され、「第11回U15全国KWB野球秋季大会」に出場した。同大会では初戦敗退したものの、1回戦で2番手投手として登板、3回3被安打無失点と好投したことから、県KWB野球連盟と県中学生野球連盟の優秀選手賞を受賞した。また、大会中に当時の自己最速となる球速141 km/hを計測した。

### 大船渡高校時代

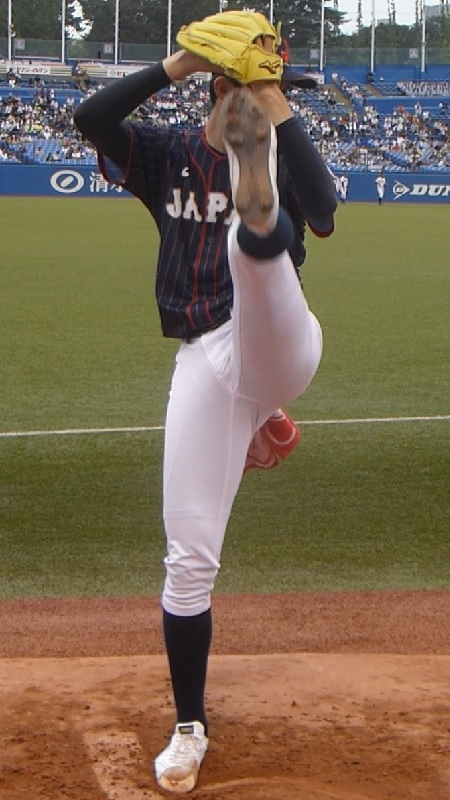
2019年8月26日 神宮球場
（U-18日本代表）

高校進学に当たっては県内外から声がかかったが、地元で甲子園を目指したいという思いから県立大船渡高校に進学する。公式戦デビューは1年夏の県大会2回戦（対盛岡北高校戦）で、4対3（二死二・三塁）の場面で3番手投手として登板。球速147km/hを計測し、ピンチを断ち切った。同大会はこの1試合の登板のみでチームは3回戦で敗退した。2年夏の県大会では初戦に球速154km/hを計測したが、外野手として出場した3回戦の西和賀戦でチームは敗退。2年秋の県大会ではエースナンバーを背負い、1回戦で高校2年生史上最速タイとなる球速157km/hを計測した。また速球だけではなく、精度を上げた変化球でも打者を翻弄し、チームを16年ぶりのベスト4に導いた。
3年生になった2019年4月6日、佐々木は高校日本代表候補による研修合宿の紅白戦で、球場の表示ではなく非公式ながら中日ドラゴンズのスカウトのスピードガンで球速163km/hを計測したとされているが、これは大谷翔平が持っていた当時の高校生最速記録である160km/hを3km/h上回るものだった。このように速球で大きな注目を集めた佐々木は「令和の怪物」と称され、また、奥川恭伸・西純矢・及川雅貴と共に、この年の「高校BIG4」と呼ばれた。春の地区大会・県大会では全国の野球ファンから注目を集め、大船渡高の試合が行われた球場では観戦客数が激増し、内野スタンドがほぼ満席状態になったことから、臨時駐車場の手配や外野スタンド開放などといった異例の措置が取られた。
全国から大きな注目を受けて迎えた3年夏の第101回県大会では、エース兼4番打者を務め、初戦の遠野緑峰戦、3回戦の一戸戦を経て、4回戦の盛岡四戦では公式戦での高校生投手史上最速タイとなる球速160km/hを計測した。同試合では延長12回で194球を投げ、21奪三振・7被安打の好投でチームを勝利に導いた。選抜大会出場の盛岡大附を破った一関工業との準決勝でも、150km/h台の速球を武器に15奪三振で完封勝利を収め、チームは決勝へ進出。登板した4試合（初戦・3回戦・4回戦・準決勝）のうち、準決勝を含む3試合で完投し、投球数は435球、防御率は0.62を記録した。
7月30日に行われた花巻東との決勝戦では國保陽平監督が「故障予防のため」という理由で投手・打者とも佐々木を出場回避させ、チームも敗れた。これに対して佐々木の大船渡高校には苦情の電話が殺到し、野球関係者や評論家の間でも議論となり、メディアでも取り上げられるほど社会問題となった（詳細後述）。2019年8月にはU-18代表に選出されたものの、大会前に右手の中指に肉刺（まめ）ができたため、登板したのは対韓国代表戦の1イニングにとどまった。

### ドラフト会議
10月1日付でプロ志望届を正式に提出し、翌2日に岩手県高校野球連盟がこのことについて正式に発表。同日に佐々木は記者会見を開き、「12球団どこでも頑張りたい」とプロ志望を表明した。
2019年10月17日に行われたドラフト会議では、いずれもパシフィック・リーグ（パ・リーグ）の球団である北海道日本ハムファイターズ、千葉ロッテマリーンズ、東北楽天ゴールデンイーグルス、埼玉西武ライオンズの4球団が佐々木を1位指名し、抽選の結果、ロッテが佐々木の交渉権を獲得。岩手県気仙地方出身者のドラフト指名は、陸前高田市出身の鈴木弘規（水沢第一高校：1974年に阪急ブレーブスから4位指名）、大船渡市出身の志田宗大（青山学院大学：2001年にヤクルトスワローズから8位指名）に続き3人目で、気仙の高校からのドラフト指名、気仙出身者の1位指名はいずれも史上初だった。担当スカウトは柳沼強。11月30日の入団交渉にて契約金1億円プラス出来高5000万円、年俸1600万円（金額は推定）で契約合意した。背番号は17で、将来170km/hを投げてほしいという思いが込められている。同じ苗字の投手である佐々木千隼が在籍しているため、報道上およびスコアボード上の表記は「佐々木朗」、背ネームは「R.SASAKI」となる。

### ロッテ時代
2020年は春季キャンプから一軍に帯同。佐々木が初ブルペン入りした際の動画がロッテ公式YouTubeチャンネルにて公開され、同チャンネル史上最速となる7日で100万回再生を達成するほど話題となった。吉井理人投手コーチのもと、開幕後も出場選手登録はしないまま一軍に帯同。シーズン終盤には実戦デビューも期待されたが、井口資仁監督の「試合レベルに達していない。今シーズンはちょっと難しそう」との判断により、ルーキーイヤーは一軍・二軍ともに公式戦登板は無く、ほぼ通年で一軍に帯同し、肉体強化を図る1年となった。オフに現状維持の推定年俸1600万円で契約を更改した。
2021年も春季キャンプを一軍でスタートしたが、その後一軍メンバーが練習試合遠征に入る際、佐々木はまだフォーム固めの段階であったため、2月13日からは二軍キャンプに合流。3月12日に行われた中日ドラゴンズとのオープン戦にて実戦デビューを果たし、1回を無安打無失点1奪三振、最速153km/hを計測した。4月2日にはイースタン・リーグの東京ヤクルトスワローズ戦で公式戦デビューを果たし、先発として2回1安打2奪三振無失点という内容であった。二軍戦20イニングで防御率0.45と結果を残し、5月16日の埼玉西武ライオンズ戦でプロ初登板初先発。山川穂高からプロ初奪三振を記録するなど、5回107球6安打5奪三振4失点（自責点2）の内容で勝利投手の権利を持って降板したが、8回に味方が同点に追いつかれたためプロ初勝利とはならなかった。2度目の先発登板となった5月27日の阪神タイガース戦で自身初めて阪神甲子園球場のマウンドに立ち、5回4失点（自責点3）でプロ初勝利を挙げた。6月24日の福岡ソフトバンクホークス戦では5回1/3を投げ3失点でプロ初黒星を喫するなど、初登板から6試合続けて失点を記録していたが、8月28日の東北楽天ゴールデンイーグルス戦では5回3安打5奪三振、自身初の無失点で2勝目を挙げた。9月10日の楽天戦では田中将大と投げ合い、白星こそ付かなかったが、プロ入り後自己最長の8回を2安打2失点に抑えるなど、後半戦は6試合に先発して防御率1.22と安定した投球を見せ、レギュラーシーズン全体では11試合に先発して3勝2敗、防御率2.27を記録。ポストシーズンでは楽天とのCSファーストステージ第1戦の先発に抜擢され、6回10奪三振1失点の好投でチームの勝利に貢献した。オフに1400万円増となる推定年俸3000万円で契約を更改した。
2022年は自身初めて開幕ローテーションに入った。高卒1年目の松川虎生とバッテリーを組み、3月27日の楽天戦でシーズン初登板初先発し、初回に自己最速を更新する164km/hを計測。6回3失点で勝敗は付かなかったが、毎回の10奪三振を記録すると、続く4月3日の西武戦でも毎回の13奪三振、8回3安打1失点の好投でシーズン初勝利を挙げた。さらに同10日のオリックス・バファローズ戦では、初回二死からプロ野球新記録且つ世界記録となる13者連続奪三振、野田浩司が持つプロ野球記録に並ぶ毎回の1試合19奪三振、28年ぶり（1994年の槙原寛己以来）史上16人目となる完全試合を達成。毎回奪三振での達成は史上初、通算14試合目での達成は史上最速、20歳5か月での達成は史上最年少記録となった。
その後チームに雨天中止の試合があり、ローテーションが再編されたが、佐々木は予定通り中6日で4月17日の北海道日本ハムファイターズ戦に先発。3回表にフライアウト3つで連続イニング奪三振記録が「25」で止まったものの、「1シーズンでの日本人投手記録」としては山本由伸に並ぶ最長タイ、「シーズン初登板初回からの記録」としては伊藤大海を上回り史上最長記録となった。この日も完全投球を続けていたが、打線の援護が無く、また制球にばらつきがあって球数を要し、8回無安打14奪三振無失点で降板し、勝敗は付かなかった。
続く4月24日のオリックス戦で初回先頭の福田周平に安打を打たれ、連続イニング無安打および連続打者凡退記録がストップしたものの、17イニング連続無安打と52者連続アウトは共にプロ野球新記録となった。この日は苦しい投球であったが、5回6安打5四死球4奪三振2失点の内容で勝利投手となった。疲労を考慮されて翌25日に出場選手登録を抹消されたが、3・4月は5先発で3勝0敗、防御率1.50、36イニングを投げて60奪三振を記録。中11日で5月6日のソフトバンク戦に先発すると、続く同13日のオリックス戦の先発登板前には3・4月度の月間MVPを受賞したことが発表された。開幕から9試合の先発登板で5勝0敗・防御率1.33を記録していたが、6月3日の巨人戦では岡本和真にシーズン初被弾となる2点本塁打を打たれるなど、5回を投げて自己ワーストの5失点でシーズン初黒星。その後、疲労を考慮された登録抹消が1度ありながら先発ローテーションの一角を担っていたが、7月1日の楽天戦では右手中指のマメが潰れて4回無失点で降板し、翌2日に出場選手登録を抹消された。ファン投票でオールスターに初選出されており、7月27日の球宴第2戦で実戦復帰。先発として登板し、1回3安打1失点であった。8月3日の楽天戦で一軍復帰し、再び先発ローテーションを回ったが、疲労の回復遅れで9月10日の先発予定を回避。同14日の日本ハム戦に中11日で先発し、5回1失点で勝利投手となったものの、翌9月15日に出場選手登録を抹消された。同26日のソフトバンク戦に中11日でシーズン最終先発登板となり、6回1失点で勝敗は付かなかった。この年は20試合の先発登板で9勝4敗・防御率2.02を記録。オフに5000万増となる推定年俸8000万円で契約を更改した。
2023年は開幕前に第5回WBCに出場し（詳細後述）、帰国後は調整登板を経ずに2年連続で開幕ローテーション入り。開幕6試合目の日本ハム戦でシーズン初登板初先発となり、6回無失点でシーズン初勝利を挙げた。その後は登録抹消されることなく先発ローテーションを回り、ファン投票で2年連続となるオールスターに選出。球宴第1戦に先発し、1回無失点に抑えた。球宴から中4日での登板となった7月24日のソフトバンク戦では勝敗は付かなかったものの、6回1失点と好投。防御率1.48・勝率.778・130奪三振と3部門でリーグトップを記録していたが、この試合の90球目を投じた際に左脇腹に違和感を覚え、翌25日に「左内腹斜筋損傷」と診断され、出場選手登録を抹消された。調整登板を経ずにぶっつけ本番での復帰登板となった9月10日のソフトバンク戦は3回45球1失点で降板し、続く同17日の西武戦でも3回70球3失点で降板。9月24日のソフトバンク戦にも先発予定であったが、発熱で登板回避となり、同日付で特例2023により出場選手登録を抹消された。レギュラーシーズン中の一軍復帰は果たせず、この年は15試合の先発登板で7勝4敗・防御率1.78を記録した。ポストシーズンでは、ソフトバンクとのCSファーストステージ第1戦に先発。調整登板を経ずにぶっつけ本番での復帰登板となったが、3イニングを完全投球でチームの勝利に貢献した。
2024年に入っても契約が未更改であったが、1月26日にロッテは佐々木との契約が合意に達したと発表。翌27日に現状維持となる推定年俸8000万円で契約を更改した。レギュラーシーズンでは3年連続で開幕ローテーションに入り、交流戦開始前の時点では8試合に先発登板し、4勝2敗・防御率2.18を記録。交流戦2カード目の初戦に先発予定であったが、その3日前の5月28日に出場選手登録を抹消され、球団からは「上半身の疲労の回復が少し遅れているため大事を取った」と発表された。6月8日の広島東洋カープ戦で復帰登板となり、6回1失点で勝利投手。続く同15日の中日戦にも先発予定であったが、その2日前の6月13日に右上肢のコンディション不良で出場選手登録を抹消された。その後、9月15日の西武戦（ベルーナドーム）では、7回に野村大樹に頭部死球を当て、プロ初となる危険球退場となった。レギュラーシーズン最終登板となる10月1日の楽天戦では、2022年9月2日以来の完投勝利（9回108球5安打10奪三振1失点）で10勝目を挙げて自身初の2桁勝利を達成し、この勝利によりチームはCS進出が決定した。ポストシーズンでは、日本ハムとのCSファーストステージ第1戦に先発し、8回5安打9奪三振無失点の好投で勝利を挙げた。その後チームは第2戦、第3戦と連敗したため、ファイナルステージ進出は果たせなかった。シーズン終了後の11月9日、ポスティングシステムを利用するMLB挑戦が承認され、12月10日に申請が受理された。

### ドジャース時代
2025年1月17日、ロサンゼルス・ドジャースとマイナー契約を結んだことを自身のInstagramで発表した。1月22日に正式に発表された。契約金は650万ドル（約10億1400万円）で、背番号は11。同日には同じロサンゼルスを本拠地とするNBAのロサンゼルス・レイカーズの試合を訪れ、看板選手であるレブロン・ジェームズと日本人選手である八村塁にも面会している。3月13日に日本で6年ぶりに開催するシカゴ・カブスとの東京ドームでの開幕戦「MLB東京シリーズ」の訪日選手31人に選ばれ、同日中にドジャースの一員として帰国。3月18日にメジャー契約を結び、開幕ロースター入りした。3月19日の開幕第2戦に先発登板し、メジャー初登板を果たす。制球に苦しみ、3回被安打1、3奪三振5四球1失点で降板した。5月3日のアトランタ・ブレーブス戦では、5回3失点と粘りの投球を見せ、試合は10-3と大勝し、MLB初勝利。しかし、プロ入り後初の中5日の登板に挑んだ8日のアリゾナ・ダイヤモンドバックス戦では、味方の大量援護を受けながらも5回持たず、同回降板を余儀なくされ、結局4回0/3で5失点という内容で途中降板。その後、同試合後に右肩の不調を訴え、インピンジメント症候群を発症していたことが判明し、13日に故障者リスト入りした。6月には実戦復帰の目処が立たないことから、監督デーブ・ロバーツが同年シーズンを全休させる可能性を示唆。20日に60日間故障者リストに移行された。

## 代表経歴

### 第5回WBC
2023年3月上旬から開催された第5回WBCの代表選手に選出。自身も被災者である、東日本大震災が発生した3月11日の1次ラウンド対チェコ戦で先発のマウンドを託された。このことについて、日本代表監督の栗山英樹は「そういう日に先発するというのは、野球の神様が朗希にがんばれってメッセージを送っているんだと僕は思っている」と試合直前の記者会見でコメントした。先発マウンドを任された佐々木は一回表2番エリック・ソガードに今大会初三振を奪うも、後続にヒットと味方の失策が絡み初回に1点を失った。佐々木の世界デビューとなったこの試合で計3回2/3を66球、打者17人に対し奪三振8、失点1の好投を見せ、見事勝利投手となった。球数制限により降板となる4回には、ウィリー・エスカラが佐々木の投じた162 km/hの直球を膝に受けうずくまるシーンがあったが、日本が1次ラウンドの日程をすべて終えた13日の早朝、佐々木がチェコ代表が宿泊するホテルを訪れ、自腹で購入した2袋満杯のお菓子を謝罪としてエスカラに手渡したことが話題を呼んだ。

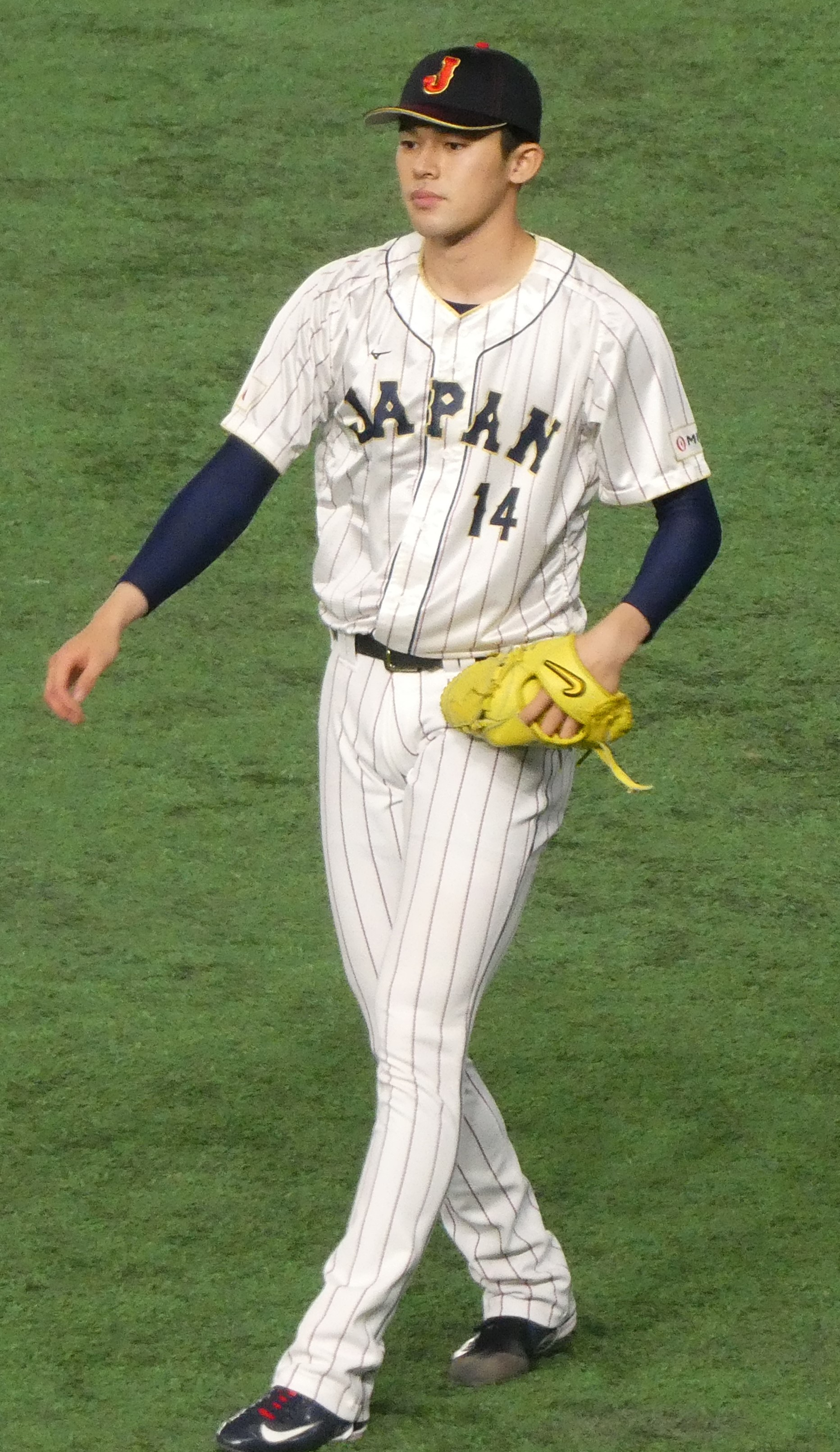
2023年3月11日 東京ドーム
（2023 WBC 対チェコ戦）

続いて3月21日にフロリダ州マイアミのローンデポ・パークで行われた準決勝対メキシコ戦に先発。4回64球を投げ、打者16人に対し被安打5（被本塁打1）、奪三振3、失点3でマウンドを降りた。米国デビューとなったこの試合では、佐々木を見るために64人ものメジャー球団関係者が球場に足を運んだことが話題となった。

## 選手としての特徴
| 球種       | 配分 % | 平均球速 km/h |
| ---------- | ------ | ------------- |
| ストレート | 46.2   | 155.9         |
| フォーク   | 27.4   | 142.1         |
| スライダー | 26.4   | 134.6         |

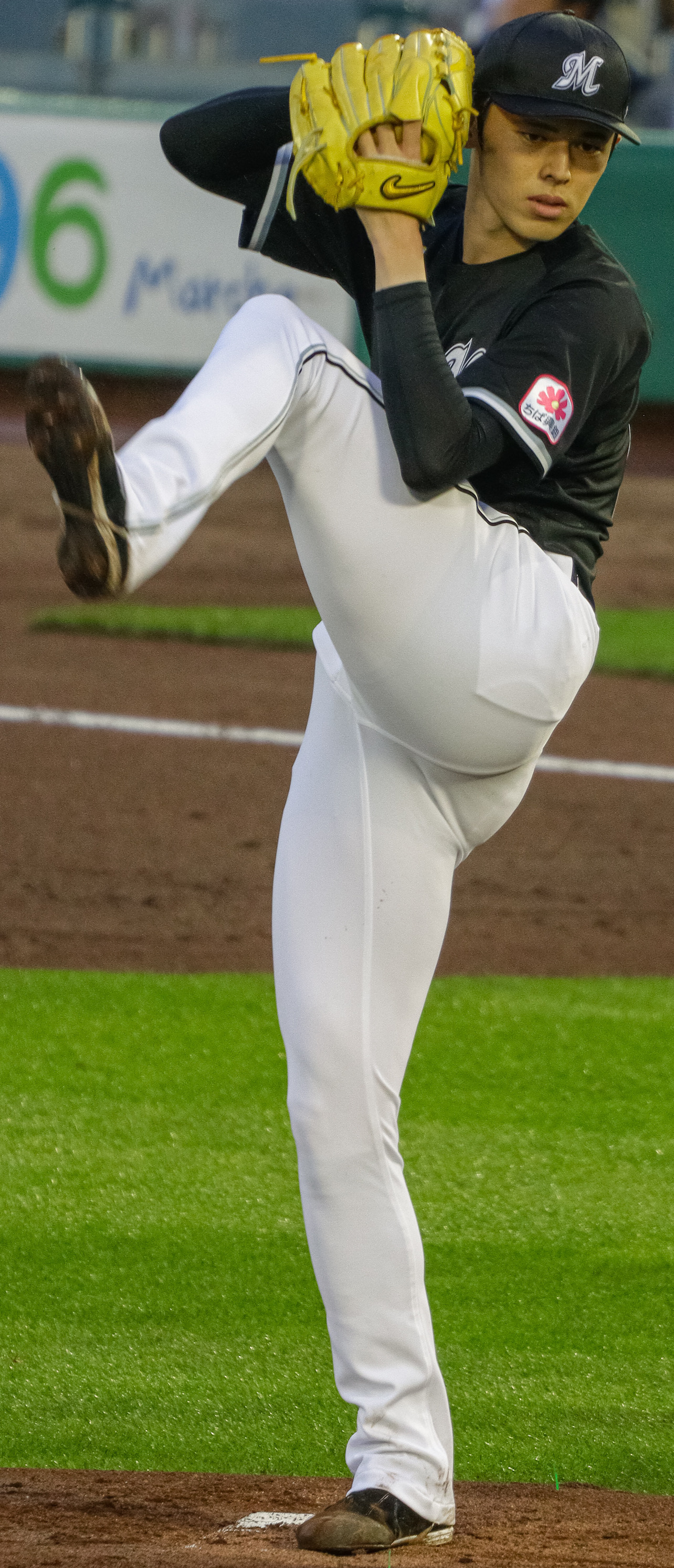
足を高く上げるフォーム（2024年4月30日 ほっともっとフィールド神戸）

走者がいない状況でもセットポジションから足を高く上げる投球フォームが特徴。腕の振りはスリークォーター。
ストレート（フォーシーム）の平均球速は158.3km/h（2022年シーズン）で、プロでは最速165km/hを計測。高校時代にも高校生の日本歴代最速163km/hを記録している。ストレートの平均回転数は2,450rpmを計測し、NPBの平均値（2,200～2,300rpm）より上だった。ストレートの回転数は、最高2,600rpm超を記録した。その他の持つ球種として、スライダー、フォーク、カーブがある。フォークはスカウトから高く評価されている。また、フォークも最速150km/hを計測。2020年2月の時点でもキャンプ地での佐々木の投球をみた川上憲伸がお墨付きをするほどの評価を得ていた。
佐々木のストレートの握りは中指と人差し指をくっつけた独特な握りであり、過去に藤川球児らがこの握りでストレートを投げていた。この握り方はいわゆる一般的なストレートの握りと異なるもので力を集中させやすい反面、制球をしにくい握り方であるとされている。
高校時代に岩手県大会・盛岡四高戦の延長12回に、決勝本塁打を打つなど打撃センスも光る。50メートル走5秒9。
2020年10月にはロッテ入団当初と比べて上半身が大きくなったなど体格の向上が伝えられた。

## 人物
「朗希」の名前は、佐々木が誕生した2001年に放送されていた特撮ドラマの『百獣戦隊ガオレンジャー』の登場人物である「狼鬼（ロウキ）」に由来するもので、当時『ガオレンジャー』に熱中していた3歳年上の兄の発案によって命名された。ロッテファンからは当初「佐々木」コールで声援が送られていたが、2023年4月6日のヒーローインタビューで佐々木が「朗希の方が呼び慣れている」と語ったこともあり、次の試合から「朗希」コールに変更になった。
2020年に月1回、産経新聞に寄稿していたコラム『激球一閃』の10月分において、1年前と比べ身長が2cm伸びて192 cmになったことを明らかにした。
あいみょんの大ファンで、2020年のさいたまスーパーアリーナでのライブを会場で鑑賞した他、登場曲もあいみょんの曲を使用している。2022年に放送された『音楽の日』では対談も実現した。また、佐々木希の大ファンでもあり、2023年1月23日放送分の日本テレビ『しゃべくり007』に出演した際にサプライズ初対面を果たしている。
同学年のドラフト1位・上田希由翔が入団した2024年2月には、佐々木の提案で同期入団・横山陸人と3人で沖縄県内の寿司屋で同期会を開催した。横山は「他の年齢と比べたら僕らの代は少ない。せっかくの同級生なので、仲良くしたいという気持ちで朗希は提案してくれたと思います。希由翔は、最初の方は結構よそよそしかったですけど、3人でご飯に行って、その辺からしゃべるようになりました」と明かした。
2025年2月21日、自身のInstagramにて一般女性と結婚したことを発表した。

### 社会貢献活動
2025年3月3日、岩手県大船渡市で延焼が続く大規模山林火災の見舞金として1000万円と寝具500組の寄付を行ったことが大船渡市から発表された。

## エピソード

### 登板回避問題
2019年7月25日に行われた第101回全国高校野球選手権岩手大会決勝戦において、佐々木は登板することなくチームも花巻東高校に2-12で敗れ、大船渡高校はあと一歩のところで35年ぶりの甲子園出場を逃した。試合後、大船渡高校の國保陽平監督は佐々木の登板回避について、「3年間で（佐々木が）一番壊れる可能性があると思った。故障を防ぐためですから。私が判断しました」と登板回避の理由を説明したが、これに対して大船渡高校には2日間で250件の苦情が殺到した。一方、当時は学童野球の試合で球数制限が適用されるなど、選手の「投げ過ぎ」が問題視されていた時期とも重なったことから、佐々木のその起用法を巡っては有識者やファンの間で賛否両論が巻き起こり、社会現象となった。
特に注目された発言として、野球評論家の張本勲は自身の出演するテレビ番組『サンデーモーニング』（TBS系）において、佐々木のことを「絶対に投げさせるべきだった。監督と佐々木君のチームじゃないですよ。チームの選手は1年生から3年生まで必死に練習して、甲子園が夢なんですよ」とコメントした。その張本はプロ通算400勝投手の金田正一から電話を貰い、佐々木の登板回避問題について「投げさせなきゃだめだ。賛否両論じゃない。99%だね」と、金田が電話口で力説していたことを語っている。これに対して、当時シカゴ・カブスのダルビッシュ有は自らのツイッターで、張本の発言をめぐる記事を引用したうえで、漫画『ドラゴンボール』のキャラクター"神龍（シェンロン）"を持ち出し、「シェンロンが一つ願いこと叶えてあげるって言ってきたら迷いなくこのコーナー（張本の出演するテレビ番組）を消してくださいと言う」と投稿した。
一方、野球評論家の桑田真澄はスポーツ報知において、佐々木の内容について「大船渡の國保監督と佐々木投手の勇気に、賛辞を贈りたいと思います」とコメントしている。ほか、サッカー界でも日本代表の長友佑都やサッカー解説者の前園真聖が、選手の将来を考えた監督の決断を支持するコメントを残した。
これに対し、甲子園の名将とも言われる高校野球の監督・元監督らからは「一番大事な決勝。理解に苦しむ」（横浜高校・渡辺元智前監督）、「回避にびっくり」（大阪桐蔭高校・西谷浩一監督）、「佐々木君が出ていたら勝っていたかもしれない」（履正社高校・岡田龍生監督）等、批判かやや批判寄りのコメントがなされ、智弁学園和歌山高校・智弁学園高校の高嶋仁元監督は、「苦渋の決断をした勇気は認めなくては」としつつ「自分なら決勝から逆算して投げられるように県大会全体でやりくりをする。無理はさせない前提だが、その上で何とか甲子園に連れて行ってやろうとした。甲子園は聖地で、成長の大きな機会でもあるから」とコメントした。また、元開星高等学校の野々村直通監督は「『お前は限界だと思うだろうが、まだやれるよ』と教えることが教育、そして『先生、僕出来ました。もうひとつ上のことが出来ました』という進歩を体験させることも教育だ」として、「佐々木君が（決勝戦で）『僕、いけます』と監督に直訴できる選手であってほしかった」と語っている。
この佐々木の出来事は、その後も高校野球の投手の起用法やトーナメントでの戦術に関する議論において引き合いに出されるなど問題に一石を投じることとなった。なお、佐々木は試合後メディアの取材に対して、「監督の判断なので、しようがないです。高校野球をやっていたら、試合に出たい。投げたい気持ちはありました。」と答えている。

## 詳細情報

### 年度別投手成績
| 年 度    | 球 団    | 登 板 | 先 発 | 完 投 | 完 封 | 無 四 球 | 勝 利 | 敗 戦 | セ 丨 ブ | ホ 丨 ル ド | 勝 率 | 打 者 | 投 球 回 | 被 安 打 | 被 本 塁 打 | 与 四 球 | 敬 遠 | 与 死 球 | 奪 三 振 | 暴 投 | ボ 丨 ク | 失 点 | 自 責 点 | 防 御 率 | W H I P |
| -------- | -------- | ----- | ----- | ----- | ----- | -------- | ----- | ----- | -------- | ----------- | ----- | ----- | -------- | -------- | ----------- | -------- | ----- | -------- | -------- | ----- | -------- | ----- | -------- | -------- | ------- |
| 2021     | ロッテ   | 11    | 11    | 0     | 0     | 0        | 3     | 2     | 0        | 0           | .600  | 258   | 63.1     | 51       | 5           | 16       | 1     | 0        | 68       | 3     | 0        | 24    | 16       | 2.27     | 1.06    |
| 2022     | ロッテ   | 20    | 20    | 2     | 1     | 1        | 9     | 4     | 0        | 0           | .692  | 490   | 129.1    | 80       | 7           | 23       | 2     | 7        | 173      | 4     | 1        | 31    | 29       | 2.02     | 0.80    |
| 2023     | ロッテ   | 15    | 15    | 0     | 0     | 0        | 7     | 4     | 0        | 0           | .636  | 345   | 91.0     | 51       | 1           | 17       | 0     | 5        | 135      | 12    | 0        | 19    | 18       | 1.78     | 0.75    |
| 2024     | ロッテ   | 18    | 18    | 1     | 0     | 1        | 10    | 5     | 0        | 0           | .667  | 450   | 111.0    | 83       | 2           | 32       | 1     | 8        | 129      | 9     | 0        | 34    | 29       | 2.35     | 1.04    |
| NPB：4年 | NPB：4年 | 64    | 64    | 3     | 1     | 2        | 29    | 15    | 0        | 0           | .659  | 1543  | 394.2    | 265      | 15          | 88       | 4     | 20       | 505      | 28    | 1        | 108   | 92       | 2.10     | 0.89    |

- 2024年度シーズン終了時
- 各年度の太字はリーグ最多

### WBCでの投手成績
| 年 度 | 代 表 | 登 板 | 先 発 | 勝 利 | 敗 戦 | セ ｜ ブ | 打 者 | 投 球 回 | 被 安 打 | 被 本 塁 打 | 与 四 球 | 敬 遠 | 与 死 球 | 奪 三 振 | 暴 投 | ボ ｜ ク | 失 点 | 自 責 点 | 防 御 率 |
| ----- | ----- | ----- | ----- | ----- | ----- | -------- | ----- | -------- | -------- | ----------- | -------- | ----- | -------- | -------- | ----- | -------- | ----- | -------- | -------- |
| 2023  | 日本  | 2     | 2     | 1     | 0     | 0        | 33    | 7.2      | 7        | 1           | 2        | 0     | 1        | 11       | 0     | 0        | 4     | 3        | 3.52     |

- 太字は大会最高

### 年度別守備成績
| 年 度 | 球 団  | 投手  | 投手  | 投手  | 投手  | 投手  | 投手     |
| 年 度 | 球 団  | 試 合 | 刺 殺 | 補 殺 | 失 策 | 併 殺 | 守 備 率 |
| ----- | ------ | ----- | ----- | ----- | ----- | ----- | -------- |
| 2021  | ロッテ | 11    | 2     | 6     | 2     | 1     | .800     |
| 2022  | ロッテ | 20    | 3     | 8     | 5     | 2     | .688     |
| 2023  | ロッテ | 15    | 4     | 4     | 2     | 0     | .800     |
| 2024  | ロッテ | 18    | 6     | 5     | 1     | 0     | .917     |
| NPB   | NPB    | 64    | 15    | 23    | 10    | 3     | .792     |

- 2024年度シーズン終了時
- 各年度の太字はリーグ最多

### 表彰
NPB
- 月間MVP：2回（投手部門：2022年3・4月[186]、2023年3・4月[187]）
- 月間最優秀バッテリー賞：2回（2022年3・4月 捕手：松川虎生、5月 捕手：松川虎生）
- コミッショナー特別表彰：1回（特別賞：2022年[注 13]）
- パ・リーグ 連盟特別表彰：1回（リーグ特別賞：2022年[注 14]）

その他
- 千葉市特別表彰「新時代・ホームタウン感動賞」（2022年[注 15]）
- 千葉県県知事賞（2022年）[189]
- 千葉市市民栄誉賞（2023年） ※辞退[190]

### 記録

#### NPB
初記録
投手記録
- 初登板・初先発登板：2021年5月16日、対埼玉西武ライオンズ9回戦（ZOZOマリンスタジアム）、5回4失点（自責点2）で勝敗つかず[48]
- 初奪三振：同上、1回表に山川穂高から空振り三振[47]
- 初勝利・初先発勝利：2021年5月27日、対阪神タイガース3回戦（阪神甲子園球場）、5回4失点（自責点3）[49]
- 初完投・初完投勝利・初完封勝利：2022年4月10日、対オリックス・バファローズ3回戦（ZOZOマリンスタジアム）、9回無安打無四球無失点19奪三振[67]

打撃記録
- 初打席：2021年5月27日、対阪神タイガース3回戦（阪神甲子園球場）、3回表にラウル・アルカンタラから見逃し三振

その他の記録
- 完全試合：2022年4月10日、対オリックス・バファローズ3回戦（ZOZOマリンスタジアム）、9回無安打無四球無失点19奪三振
  - 1994年の槙原寛己以来28年ぶり、史上16人目16度目[4][67]
  - 球団では1973年の八木沢荘六以来49年ぶり、史上2人目[68]
  - DH制試合での達成は史上2人目[68]
  - 令和&21世紀初[67]
  - 20歳5か月での達成は史上最年少、通算14試合目での達成は史上最速[67]
  - 21世紀生まれ初のノーヒットノーラン
  - ノーヒットノーランとしては、史上83人目94度目[68]
- 初完投試合が完全試合：同上 ※史上初[67]
- 完全試合で毎回奪三振：同上 ※史上初[68]
- 13者連続奪三振：同上、1回表から5回表にかけて ※日本記録[191][注 16]
  - 8者連続空振り三振：同上、1回表から4回表にかけて ※日本記録[68]
- 1試合19奪三振：同上 ※日本タイ記録[67]
- 17イニング連続無安打：同上1回表から同年4月17日、対北海道日本ハムファイターズ4回戦の8回表まで ※史上最長記録[193][194]
- 52者連続アウト：2022年4月3日、対埼玉西武ライオンズ3回戦の8回表二死から同年4月17日、対北海道日本ハムファイターズ4回戦の8回表三死まで ※史上最長[194][195][注 17]
- 36イニング連続奪三振：2021年10月14日、対オリックス・バファローズ26回戦の2回裏から、2022年4月17日、対北海道日本ハムファイターズ4回戦の2回表まで ※日本人最長記録（シーズン跨ぎのため参考記録）[70][196]
  - シーズン25イニング連続奪三振：2022年3月27日、対東北楽天ゴールデンイーグルス2回戦の1回表から、同年4月17日、対北海道日本ハムファイターズ4回戦の2回表まで ※日本人最長タイ記録、シーズン初登板初回からに限ると日本人最長[71][197][198]
- 4試合連続2桁奪三振：2022年3月27日、対東北楽天ゴールデンイーグルス2回戦（10奪三振）から同年4月17日、対北海道日本ハムファイターズ4回戦（14奪三振）まで ※史上12人目22度目、シーズン初登板からに限ると史上3人目[199]
- 連続4試合で合計56奪三振：同上 ※史上最多[200]
- 1イニング4奪三振：2022年7月1日、対東北楽天ゴールデンイーグルス12回戦（ZOZOマリンスタジアム）、1回表に西川遥輝（振り逃げ）、小深田大翔、浅村栄斗、島内宏明から ※史上26人目27度目、球団史上初、初回に記録したのは史上3人目、初回に4者連続で記録したのは史上初[86]
- シーズン奪三振率13.35：2023年 ※90イニング以上投げた投手では史上2位[201][注 18]
- オールスターゲーム出場：2回（2022年、2023年）

#### MLB
初記録
投手記録
- 初登板・初先発登板：2025年3月19日、対シカゴ・カブス2回戦（東京ドーム）、3回1失点で勝敗つかず[202]
- 初奪三振：同上、1回裏に鈴木誠也から空振り三振[202]
- 初勝利・初先発勝利：2025年5月4日、対アトランタ・ブレーブス5回戦（トゥルーイスト・パーク）、5回3失点[203]

### 背番号
- 17（2020年[33] - ）
- 14（2023年WBC）
- 11（2025年[126] - ）

### 登場曲
- 「今夜このまま」あいみょん（2021年 - ）[204]
- 「愛を知るまでは」あいみょん（2021年）[205]

### 代表歴
- 2019 WBSC U-18ワールドカップ 日本代表
- 2023 ワールド・ベースボール・クラシック日本代表

## 関連情報

### 出演

#### テレビ
- しゃべくり007（2023年1月23日、日本テレビ）[206]
- 情熱大陸（2023年3月12日、毎日放送）[207]
- VS魂グラデーションファイナル みんなで思い出を作ろう!SP（2023年9月28日、フジテレビ）

#### CM
- ロッテ
  - 「GEAR スタンダードタイプ」（2022年）[208]
  - 「グリーンガム」今日は誰に会いに行く？篇（2023年）[209]
- ロート製薬 「Vロートプレミアム」その瞳は篇（2023年）[210]※ZOZOマリンスタジアムで佐々木が先発登板する日は、バックネット裏の広告ロゴを「ROHTo」から「ROHKi」へ変更している[211][212]。また2023年11月3日にロート製薬公式X（旧・Twitter）で佐々木の誕生日を祝福した際には、初代のテレビCMのオープニングキャッチの替え歌が披露された[213]。
- プレナス「ほっともっと」
  - サプライズな差し入れ篇（2023年）[214]
  - HOT MORE! 佐々木選手篇（2024年）[215]
- 岩手県信用農業協同組合連合会「いわて純情米」（2024年）[216]